# 아브란트스

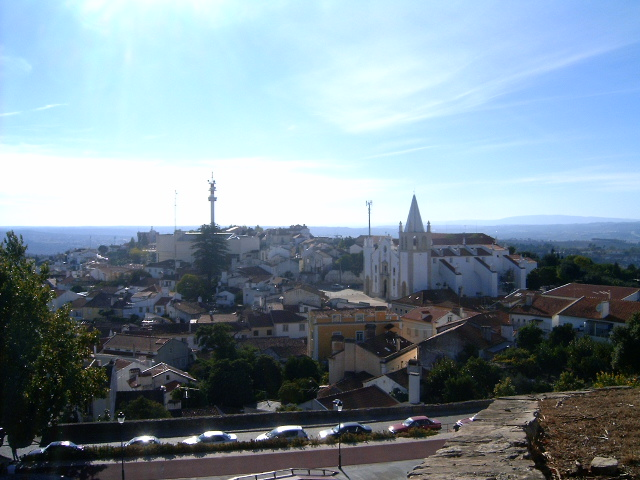
아브란트스

아브란트스의 위치

아브란트스(포르투갈어: Abrantes)는 포르투갈 산타렝 현에 위치한 도시로 면적은 714.69km2, 인구는 39,325명(2011년 기준), 인구 밀도는 55명/km2이다.

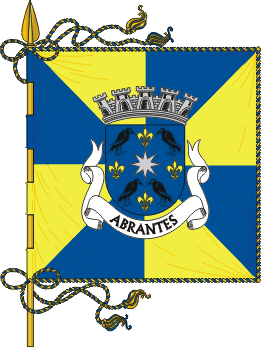
시기
시 문장